# Consolida lorestanica
Consolida lorestanica är en ranunkelväxtart som beskrevs av Iranshahr. Consolida lorestanica ingår i släktet åkerriddarsporrar, och familjen ranunkelväxter. Inga underarter finns listade i Catalogue of Life.